# Carinodula campelli
Carinodula campelli is een keversoort uit de familie lieveheersbeestjes (Coccinellidae). De wetenschappelijke naam van de soort is voor het eerst geldig gepubliceerd in 1989 door Gordon, Pakaluk & Slipinski.